# Бердыкаево
Бердыкаево (тат. Саескан)— деревня в составе Суксунского городского округа в Пермском крае.

## Географическое положение
Деревня расположена в южной части округа на расстоянии примерно 25 километров на юго-восток от поселка Суксун, менее чем в одном километре на юго-восток от деревни Агафонково.

## Климат
Климат континентальный. Зима продолжительная, снежная. Средняя температура января −16 °C. Лето умеренно-тёплое. Самый тёплый месяц — июль. Средняя температура июля +18 °C. Длительность периода с температурой более 10 °C соответствует периоду активной вегетации и составляет 120 дней, с температурой более 15 °C — 70 дней. Последние заморозки прекращаются в третьей декаде мая, а в отдельные годы — конце апреля или начале июня. Атмосферные осадки выпадают в количестве 470—500 мм в год.

## История
Первыми переселенцами были татары, прибывшие из под Казани. Деревня известна с 1675 года, название по имени насельника Бердикая, его родной брат основал деревню Агафоново. В деревне живутчетыре рода, называемые «Аит патакасы», «Давит патакасы», «Мелек патакасы», «Гайби патакасы». Последний род считается позднего происхождения. По обычаю на кладбище у каждой семьи есть свое место захоронения покойников. В окрестных деревнях татары смешивались с марийцами, селясь в одних деревнях, поскольку в прошлом население этих мест было небольшим.
До 2019 входила в состав Ключевского сельского поселения Суксунского района, после упразднения которых входит непосредственно в состав Суксунского городского округа.

## Население
Постоянное население составляло 128 человек в 2002 году (85 % татары), 110 человек в 2010 году.